# Nederlands 3×3-basketbalteam (vrouwen)
Het Nederlands nationaal 3×3-basketbalteam is een team van 3×3-basketballers dat Nederland vertegenwoordigt in internationale wedstrijden. Het team staat onder verantwoordelijkheid van de Nederlandse Basketball Bond. Het team werd Europees kampioen in 2023 en wereldkampioen in 2025.

## Resultaten

### Wereldkampioenschappen
| Jaar             | Plaats | WG | W  | V  | Spelers                                     |
| ---------------- | ------ | -- | -- | -- | ------------------------------------------- |
| 2012 Athene      | 21e    | 5  | 0  | 5  | Heinen, Gosschalk, Mourik, Van Daalen       |
| 2014 Moskou      | 12e    | 6  | 3  | 3  | Heinen, Gosschalk, Mourik, Van der Lee      |
| 2016 Guangzhou   | 7e     | 5  | 3  | 2  | Klerx, Kuijt, Van Kleef, Van den Adel       |
| 2017 Nantes      | 4e     | 7  | 5  | 2  | Bettonvil, Bettonvil, Klerx, Kuijt          |
| 2018 Bocaue      | 9e     | 4  | 3  | 1  | Beld, Bettonvil, Klerx, Kuijt               |
| 2019 Amsterdam   | 12e    | 4  | 2  | 2  | Bettonvil, Bettonvil, Kuijt, Van den Adel   |
| 2022 Antwerpen   | 10e    | 5  | 2  | 3  | Bettonvil, Driessen, Guijt, Van den Adel    |
| 2023 Wenen       | 16e    | 4  | 1  | 3  | Bettonvil, Fleuren, Jorritsma, Van den Adel |
| 2025 Ulaanbaatar | Goud   | 8  | 6  | 2  | Boonstra, Driessen, Kuijt, Lutje Schipholt  |
| Totaal           | 9/9    | 48 | 25 | 23 |                                             |

### Europese kampioenschappen
| Jaar           | Plaats              | WG                  | W                   | V                   | Spelers                                      |
| -------------- | ------------------- | ------------------- | ------------------- | ------------------- | -------------------------------------------- |
| 2014 Boekarest | 4e                  | 6                   | 3                   | 3                   | Beld, Heinen, Gosschalk, Van den Adel        |
| 2016 Boekarest | niet gekwalificeerd | niet gekwalificeerd | niet gekwalificeerd | niet gekwalificeerd | niet gekwalificeerd                          |
| 2017 Amsterdam | 3e                  | 5                   | 3                   | 2                   | Beld, Bettonvil, Klerx, Kuijt                |
| 2018 Boekarest | 2e                  | 3                   | 1                   | 2                   | Bettonvil, Bettonvil, Guijt, Van den Adel    |
| 2019 Debrecen  | 4e                  | 5                   | 2                   | 3                   | Bettonvil, Bettonvil, Kuijt, Van den Adel    |
| 2021 Parijs    | 9e                  | 2                   | 0                   | 2                   | Boonstra, Driessen, Fokke, Van den Adel      |
| 2022 Graz      | 2e                  | 5                   | 4                   | 1                   | Bettonvil, Driessen, Jorritsma, Van den Adel |
| 2023 Jeruzalem | 1e                  | 5                   | 5                   | 0                   | Bettonvil, Boonstra, Driessen, Fleuren       |
| 2024 Wenen     | 3e                  | 5                   | 4                   | 1                   | Bettonvil, Boonstra, Driessen, Fleuren       |
| Totaal         | 8/9                 | 36                  | 22                  | 14                  |                                              |